# 拉马什-杜沃加
拉马什-杜沃加是葡萄牙阿威罗区的一个堂区。总面积3.76平方公里，总人口760人，人口密度202.1人/平方公里。